# Lê Xuân Sang
Lê Xuân Sang là Thiếu tướng Quân đội nhân dân Việt Nam. Ông hiện giữ chức vụ Phó Cục trưởng Cục Tuyên huấn, Tổng cục chính trị Quân đội nhân dân Việt Nam.

## Tiểu sử
Lê Xuân Sang là đảng viên Đảng Cộng sản Việt Nam.
Tháng 3 năm 2016, Lê Xuân Sang là Đại tá Quân đội nhân dân Việt Nam, Phó Bí thư Thường trực Đảng ủy, Chính ủy Bộ Chỉ huy Quân sự thành phố Hải Phòng.
Tháng 3 năm 2018, Lê Xuân Sang là Đại tá, Chính ủy Bộ Chỉ huy quân sự thành phố Hải Phòng.
Tháng 7 năm 2018, Lê Xuân Sang là Đại tá, Phó Cục trưởng Cục Tuyên huấn, Tổng cục chính trị Quân đội nhân dân Việt Nam.
Năm 2019, Lê Xuân Sang được thăng quân hàm Thiếu tướng Quân đội nhân dân Việt Nam.